# Diamanten Kogel

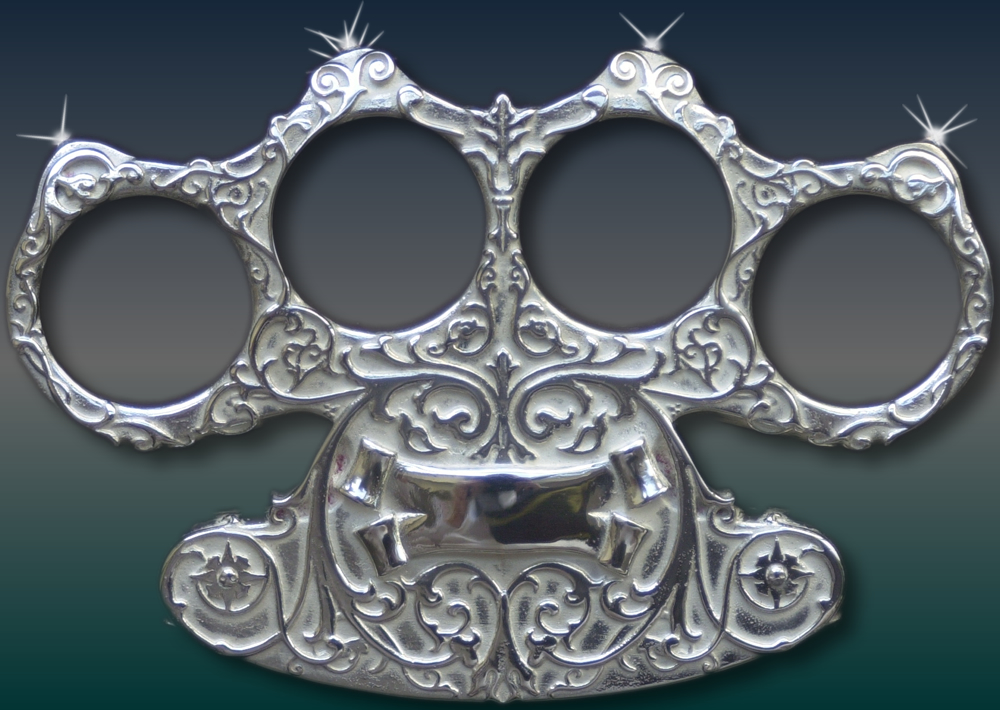
Einen silbernen Schlagring erhielten die Gewinner des Diamanten Kogel.

Mit dem Diamanten Kogel wurde der beste belgisch-flämischsprachige Thriller des jeweiligen Vorjahres ausgezeichnet. Er war der bekannteste Literaturpreis für Kriminalliteratur Belgiens. Bis zum 1. September 2011 oblag die Verleihung der Genootschap van Vlaamse Misdaadauteurs (GVM), Pendant der niederländischen Genootschap van Nederlandstalige Misdaadauteurs (GNM). Die flandrische GVM löste sich am 1. September 2011 auf, die Auszeichnung wurde vom eigenständigen Verein „De Diamanten Kogel“ (DDK) fortgeführt.
Auffällig war die Dotierung des Diamanten Kogel: Der Preisträger erhielt einen 500 Gramm schweren Schlagring aus Silber, dessen Spitzen mit vier Diamanten à 0,35 Karat besetzt waren. Seit 2004 konnte dieser Preis auch niederländischen Autoren verliehen werden. Im Mai 2017 gab der Verein De Diamanten Kogel das Ende der Verleihung dieses Buchpreises offiziell bekannt.

## Bester flämischer Thriller – Diamanten Kogel
| Jahr | Preisträger         | Originaltitel Verlag, Ort Jahr 1                                         | Deutscher Titel Verlag, Ort Jahr 1    |
| 2002 | Benny Baudewyns     | De Emerson Locomotief The House of Books, Antwerpen + Vianen 2001        |                                       |
| 2003 | Jef Geeraerts       | Dossier K. Prometheus, Amsterdam 2002                                    | Codex K. Unionsverlag, Zürich 2006    |
| 2004 | Bob Mendes          | Medeschuldig Manteau, Antwerpen 2003                                     |                                       |
| 2005 | Esther Verhoef      | Onder druk Karakter, Uithoorn 2004                                       | Verstoßen Goldmann, München 2011      |
| 2006 | Felix Thijssen      | Het diepe water Sijthoff, Amsterdam 2006                                 | Finstere Wasser Grafit, Dortmund 2007 |
| 2007 | Patrick Conrad      | Starr Houtekiet, Antwerpen + Amsterdam 2007                              |                                       |
| 2008 | Simon de Waal       | Pentito Lebowski, Amsterdam 2007                                         |                                       |
| 2009 | Bavo Dhooge         | Stiletto Libretto Manteau, Antwerpen 2008                                |                                       |
| 2010 | Mieke de Loof       | Wrede schoonheid De Geus, Breda 2010                                     |                                       |
| 2011 | Elvin Post          | Roomservice Anthos, Amsterdam 2010                                       |                                       |
| 2012 | Almar Otten         | Blauw goud Sijthoff, Amsterdam 2012                                      |                                       |
| 2013 | Rudy Soetewey       | 2017 Kramat, Westerlo 2013                                               |                                       |
| 2014 | Jacob Vis           | De Zwarte Duivel Ellessy Crime, Arnhem 2014                              |                                       |
| 2015 | Nausicaa Marbe      | Smeergeld Uitgeverij XL, Zoetermeer 2015                                 | Schmiergeld Eichborn, Köln 2016       |
| 2016 | Jan Van der Cruysse | Bling Bling: diamantroof in Delhi Davidsfonds Uitgeverij, Antwerpen 2016 |                                       |

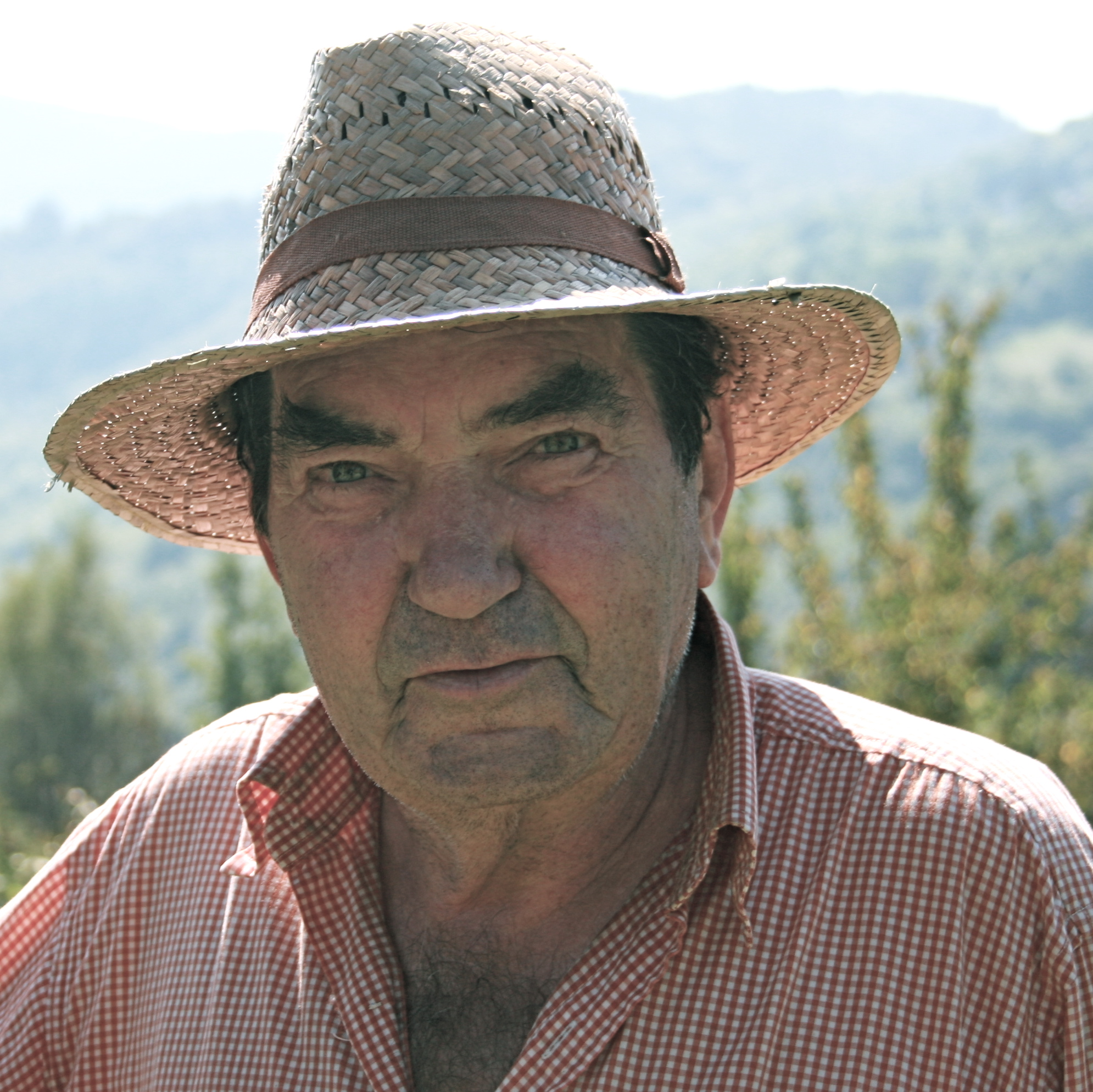
Felix Thijssen, Preisträger 2006

1 = Verlags- und Jahresangaben beziehen sich auf die Original- bzw. deutschen Erstausgaben